# Линија 19 (Београд)
Линија 19 (Славија — Коњарник) је једна од тролејбуских линија у Београду.

## Историјат
Линија је уведена 1. маја 1981. године након што су у Југославију пристигли совјетски тролејбуси из такозваног "клириншког дуга". Тада је возила на траси Калемегдан - Коњарник. Током санкција је често била укинута, а постојала је линија 19П од Калемегдана до Малог Мокрог Луга, коју су држали приватни превозници. Од 28. фебруара 2004. до 2019. "деветнаестица" је возила од Студентског трга до Коњарника. 1. новембра 2019. године, након реконструкције Трга Републике, укинута је заједно са линијом 28, под образложењем да се њена траса преклапа с трасама других линија. 4. јануара 2022. је враћена, али на скраћеној траси Славија - Коњарник.

## Превозници
Линију, као и све остале тролејбуске линије у Београду, одржава ГСП погон "Дорћол".